# Nate Robinson
Nathaniel Cornelius Robinson (Seattle, 31 de maio de 1984), é um jogador de basquete norte-americano, que atualmente joga pelo Homenetmen Beirut do Líbano. Robinson jogou na NBA entre 2005 e 2015, e tornou-se conhecido por seu porte físico extremamente atlético em comparação à sua estatura, que notavelmente estava muito abaixo da média da liga, conseguindo enterrar no aro em diversas ocasiões. Tanto é que ele foi o vencedor do Slam Dunk Contest (Concurso de Enterradas) em 2006, 2009 e 2010, tornando-se o primeiro tricampeão do evento na história.

## Carreira

### Universidade
Robinson teve uma brilhante carreira universitária, ajudando o Washington Huskies a chegar ao título da NCAA no basquete em 2005. Se destacou tanto, que nesta mesma temporada ele ganhou o prêmio "Frances Pomeroy Naismith Award".
Também praticou futebol americano, quando atuava na posição de cornerback, mas teve que optar por um esporte quando ingressou na universidade.

### Carreira Profissional
Foi a 21ª escolha do Draft da NBA de 2005, selecionado pelo Phoenix Suns. Imediatamente foi negociado com o New York Knicks ao lado de Quentin Richardson em troca de Kurt Thomas e mais a escolha da segunda rodada do mesmo draft dos Knicks, que elegeram Dijon Thompson. Robinson foi um dos primeiros a particiar da confusão envolvendo jogadores do New York Knicks e do Denver Nuggets em 16 de dezembro de 2006, que resultou na expulsão de vários jogadores de quadra e, posteriormente, suspensão dos mesmos.
Com altura de 1,75 metros, é um dos jogadores mais baixos de toda a história da liga, e apesar de seu tamanho, foi um especialista em enterradas. Em 18 de fevereiro de 2006, venceu o Concurso de Enterradas superando Andre Iguodala por 141-140 na pontuação final. Sua vitória foi polêmica, já que precisou de 14 tentativas para conseguir o triunfo. Na enterrada mais espetacular da noite, saltou sobre Spud Webb, ex-jogador da NBA para concluí-la, o que lhe valeu 50 pontos. Em 2010 voltou a vencer o Slam Dunk Contest, tornando-se o primeiro jogador da história a vencer o concurso de enterradas por 3 vezes.

## Estatísticas

### Temporada Regular
| Ano       | Equipe          | PR  | PT | MP   | %CP  | %C3  | %LL  | RP  | AP  | RoP | TP | PP   |
| --------- | --------------- | --- | -- | ---- | ---- | ---- | ---- | --- | --- | --- | -- | ---- |
| 2005-2006 | New York Knicks | 72  | 26 | 21.4 | .407 | .397 | .752 | 2.3 | 2.0 | .8  | .0 | 9.3  |
| 2006-2007 | New York Knicks | 72  | 17 | 26.2 | .423 | .332 | .786 | 3.1 | 2.9 | .8  | .0 | 12.7 |
| 2007-2008 | New York Knicks | 72  | 17 | 26.2 | .423 | .332 | .786 | 3.1 | 2.9 | .8  | .0 | 12.7 |
| Total     |                 | 208 | 48 | 23.0 | .421 | .366 | .771 | 2.6 | 2.2 | .8  | .0 | 10.7 |

## Prêmios e Conquistas
- Foi o segundo jogador de estatura mais baixa a já ganhar o Concurso de Enterradas no fim de semana de um All-Star.
- Foi o vencedor do Concurso de Enterradas em 2006, 2009 e 2010, tornando-se o primeiro tricampeão do evento na história.